# Сковарч
Сковарч (пол. Skowarcz, нім. Schönwarling) — село в Польщі, у гміні Пщулки Ґданського повіту Поморського воєводства.
Населення — 1284 особи (2011).
У 1975-1998 роках село належало до Гданського воєводства.

## Демографія
Демографічна структура станом на 31 березня 2011 року:
|          | Загалом | Допрацездатний вік | Працездатний вік | Постпрацездатний вік |
| -------- | ------- | ------------------ | ---------------- | -------------------- |
| Чоловіки | 647     | 183                | 439              | 25                   |
| Жінки    | 637     | 159                | 394              | 84                   |
| Разом    | 1284    | 342                | 833              | 109                  |